# 奈良村
奈良村（ならむら）は埼玉県の北部、大里郡に属していた村。旧幡羅郡。

## 歴史
- 1889年4月1日 - 町村制施行に伴い、上奈良村・中奈良村・下奈良村・奈良新田・四方寺村が合併し、幡羅郡奈良村が成立する。
- 1896年3月29日 - 幡羅郡が大里郡・榛沢郡・男衾郡と合併し大里郡となる。
- 1954年11月3日 - 別府村，三尻村とともに熊谷市へ編入され消滅。

## 出身有名人
- 石坂養平（評論家、政治家）

## ゆかりのある人物
- 石坂泰三（実業家）